# Rhydian Cowley
Rhydian Cowley (né le 4 janvier 1991 à Glen Waverley) est un athlète australien, spécialiste de la marche.

## Biographie
Il termine 33e du 20 km lors des Jeux olympiques de 2016.
Le 17 mars 2019, il porte son record personnel sur 20 km à 1 h 20 min 19 s à Nomi (Japon).
Il remporte le titre sur 10 000 m lors des Championnats d'Océanie 2019 à Townsville, en battant le record des championnats.
Aux Jeux olympiques de Tokyo il s'aligne sur 50 km marche et obtient la huitième place.
À partir de 2022 il se consacre au 35 km marche et établit un record d'Océanie aux championnats du monde, où il termine 18e avec le temps de 2 h 30 min 34 s.
Il progresse en 2023 avec 2 h 27 min 33 s à Melbourne.

## Palmarès
| Date | Compétition           | Lieu    | Résultat | Épreuve                   | Performance     |
| ---- | --------------------- | ------- | -------- | ------------------------- | --------------- |
| 2021 | Jeux olympiques       | Sapporo | 8e       | 50 km marche              | 3 h 52 min 1 s  |
| 2022 | Championnats du monde | Eugene  | 19e      | 20 km marche              | 1 h 23 min 37 s |
| 2023 | Championnats du monde | Eugene  | 14e      | 20 km marche              | 1 h 19 min 31 s |
| 2024 | Jeux olympiques       | Paris   | 3e       | Marche par équipes mixtes | 2 h 51 min 38 s |

## Records
| Épreuve      | Performance          | Date        | Lieu     |
| ------------ | -------------------- | ----------- | -------- |
| 20 km marche | 1 h 18 min 33 s      | 3 mars 2024 | Taicang  |
| 35 km marche | 2 h 26 min 25 s (AR) | 9 juin 2024 | Canberra |
| 50 km marche | 3 h 52 min 1 s       | 6 août 2021 | Sapporo  |